# Johann Wilhelm Ritter
Johann Wilhelm Ritter (1776-1810) là nhà hóa học, nhà vật lý, nhà triết học người Đức. Ông cùng với William Herschel phát hiện ra vùng quang phổ không thể nhìn thấy bằng mắt thường. Đó chính là tia hồng ngoại. Năm 1801, Ritter còn tìm ra trong Mặt Trời còn có tia tử ngoại mà mắt người cũng không thể nhìn thấy. Ritter đã phát hiện đầu kia của quang phổ Mặt Trời vượt ra khỏi vùng nhìn thấy. Ông quan sát thấy bạc chloride nhanh chóng chuyển từ màu trắng sang màu đen khi phơi trong vùng quang phổ tối của ánh sáng Mặt Trời, gần cuối dải màu tím. Vùng quang phổ này sau đó được gọi là bức xạ cực tím. Phát hiện này đã giúp mở rộng quang phổ của Mặt Trời ra ngoài vùng tím của quang phổ ánh sáng nhìn thấy. Tên của ông được dùng để đặt cho 10781 Ritter. Ritter cũng thí nghiệm tại bộ phận sinh dục của mình bằng cách quấn quanh cơ quan sinh sản bằng một miếng vải ẩm với sữa âm ấm rồi cho dòng điện đi qua. Hiện tượng dương vật cương phồng và sau đó xuất hiện "cực khoái". Ritter trở thành nhà tiên phong của "điện cực khoái".